# حدیث نجفی
حدیث نجفی (۱۵ دی ۱۳۷۸ – ۳۰ شهریور ۱۴۰۱) یکی از معترضان در خیزش ۱۴۰۱ ایران بود که در مهرشهر، کرج به قتل رسید و شبانه به خاک سپرده شد. مرگ او بازتاب گسترده‌ای در رسانه‌های بین‌المللی داشت.
حدیث نجفی در رستورانی، واقع در بلوار ارم مهرشهر کرج کار می‌کرد. او سه خواهر بزرگ‌تر و یک برادر کوچک‌تر از خودش داشت و فرزند چهارم خانواده بود. او دارای دیپلم طراحی دوخت بود. حدیث نجفی شب چهارشنبه ۳۰ شهریور ۱۴۰۱، حوالی ساعت ۲۰ در بلوار ارم مهرشهر کرج، از جانب نیروهای امنیتی مورد اصابت گلوله ساچمه‌ای قرار گرفت که به صورت، گردن و قفسه سینه او برخورد کردند و از شدت جراحات جان باخت. خانواده او را برای اخذ تعهد مبنی بر مرگ طبیعی تحت فشار گذاشته بودند.
در جریان اعتراضات پس از کشته‌شدن مهسا امینی، ویدیوی کوتاه ۶ ثانیه‌ای از دختری که موهای خود را می‌بندد و به اعتراضات می‌رود در شبکه‌های اجتماعی پربازدید شد. این ویدیو به عنوان حدیث نجفی منتشر شد، اما بی‌بی‌سی فارسی پیامی صوتی از آن دختر منتشر کرد که می‌گوید «حدیث نجفی نیست» ولی «برای حدیث‌ها و مهساها می‌جنگد.»

## زندگی
حدیث نجفی متولد ۱۵ دی ۱۳۷۸ در میانه بود. حدیث سه خواهر بزرگ‌تر و یک برادر کوچک‌تر از خودش داشت و فرزند چهارم خانواده بود. او دارای دیپلم طراحی دوخت بود.

## کشته‌شدن و تهدید حکومتی
نجفی در شب ۳۰ شهریور ۱۴۰۱، حوالی ساعت ۲۰ در حالی که در اعتراضات به قتل حکومتی مهسا امینی شرکت کرده بود، از سوی نیروهای امنیتی جمهوری اسلامی مورد تیراندازی واقع شد و به قتل رسید. نیروهای امنیتی خانواده او را وادار کردند که بگویند او به مرگ طبیعی درگذشته است نه اینکه او به قتل رسیده است. نزدیکان او در این‌باره گفته‌اند: 
«پیکر حدیث را تحویل ندادند تا تعهد گرفتند که موضوع رسانه‌ای نشود و بگویند به مرگ طبیعی بود. حتی سر خاک هم نیروهای امنیتی اجازه ندادند با صدای بلند داد بزنیم و گریه کنیم تا حداقل سبک شویم.»
جمعه یکم مهرماه پیکر حدیث نجفی در آرامستان بهشت سکینه کرج، قطعه ۲۹ ردیف ۲۵ با حضور نیروهای امنیتی به خاک سپرده شد.
اساساً مسئولان حکومت جمهوری اسلامی دلیل کشته‌شدن معترضان را خودکشی، بیماری زمینه‌ای، گاز گرفتن سگ… و حتی شلیک معترضان به یکدیگر اعلام می‌کنند.
به گفتهٔ مادر او، دخترش در اعتراض به آنچه بر مهسا امینی گذشت به خیابان رفته بود و «به‌خاطر مهسا و حجاب کشته شد.» خانوادهٔ نجفی در این مدت از سوی نیروهای امنیتی تحت فشار بوده‌اند و مأموران پدرش را کتک زده و به خواهرانش دشنام دادند.

## مراسم چهلم
مراسم چلهم حدیث نجفی ۱۲ آبان ۱۴۰۱ در بهشت سکینه کرج برگزار شد. جمعیت انبوهی با پای پیاده راهی این مراسم شدند و شعارهای ضد حکومتی همچون «امسال سال خونه، سید علی سرنگونه» سر دادند. معترضان آزادراه کرج قزوین را مسدود کردند که منجر به درگیری میان برخی معترضان و شماری از نیروهای انتظامی حکومت ایران شد. نیروهای امنیتی به سوی معترضان تیراندازی کردند و تعدادی از معترضان بازداشت شدند. به ادعای خبرگزاری ایرنا یک نفر از نیروهای بسیجی کشته و چند نفر از نیروهای انتظامی نیز مصدوم شدند. به دلیل ترافیک سنگین، از هلی کوپتر برای اعزام مجروحان به مراکز درمانی استفاده شد.